# 約瑟·德懷爾
約瑟·「喬」·帕特里克·德懷爾專業下士（英語：Spc. Joseph "Joe" Patrick Dwyer，1977年—2008年6月28日），是一名美國陸軍軍醫。在2003年伊拉克戰爭期間，媒體拍攝到救助伊拉克小孩離開戰線而聲名大噪，接著被美國國防部和媒體追捧為戰爭英雄。退伍之後，他因為在戰場上的經歷而患上創傷後心理壓力緊張症候群，最後其心理創傷令他性情大變，不能正常生活，終日服食藥物，最終因服藥過量而猝死，終年31歲。

## 伊拉克戰爭
約瑟·德懷爾在紐約長大，因九一一事件的刺激，兩日後即2001年9月13日，看見徵兵廣告，加入美國陸軍，2003年3月，伊拉克戰爭爆發，約瑟·德懷爾分入陸軍第3師第7小隊，以軍醫身份首批進駐伊拉克，作為軍醫的他，不僅要隨身帶槍，隨時準備戰鬥，軍民乃至敵人皆一視同仁醫治，因著職責，更要盡歷任何人都不想看的血腥場面。
3月24日，伊拉克戰爭剛爆發不到一周，約瑟·德懷爾乘坐悍馬車進行職務時，被火箭彈擊中，但無大礙。3月25日，朝向巴格達的戰役中，美伊軍隊在村莊亞爾-化薩伊雅交火，當時約瑟·德懷爾看見一個伊拉克家庭誤闖戰場，立即奮不顧身抱起名叫「亞爾」的四歲男孩離開戰線至軍事醫院。一名美國《軍隊時報》（英語：Military Times）攝影師沃倫·齊恩（英語：Warren Zinn）攝下這場面。接受訪問時，他表示從軍的期待：

「我知道人們會越來越好，全世界都是。我希望在這裡是正面的，因為在這裡我們是一群有同情心的人。」

其後圖片被世界各媒體轉載，因著約瑟·德懷爾的行動散發人性光輝，無形中為美軍進行公關宣傳。約瑟·德懷爾被軍方和媒體讚揚，追捧為戰爭英雄。

## 退伍
大約6月左右，約瑟·德懷爾退伍，返回美國，並結婚。他對於媒體的追捧非常厭惡，認為自己和其他軍人一樣，盡其職責，儘管他很喜歡令他一夜成名的圖片。而約瑟·德懷爾在戰場上的經歷帶給他心理創傷，性情大變，還感覺自己在戰場上，後來證實了患上創傷後心理壓力緊張症候群。
無論如何，約瑟·德懷爾在家鄉被視為英雄，可是他的創傷後心理壓力緊張症候群越加嚴重，並無向任何人求助。他失眠、失業、加上幻覺，為他自己和身邊的人帶來極度痛苦，最後連婚姻也賠上。
例如他避開人群，遠離朋友，在餐館之中，他永遠坐牆壁位；夜晚持刀躲在衣橱中；開車無端轉向，避開無中生有的路邊炸彈而引發意外；2005年10月，他在得克薩斯州厄爾巴索縣幻覺被伊拉克士兵圍攻，在屋裡亂開槍，引來警察包圍他家了3小時。結果約瑟·德懷爾被強制送入得克薩斯州精神病病院接受治療。
同年，約瑟·德懷爾接受《Newsday》專訪，表示自己失眠嚴重，已經靠吸食電腦清潔噴霧劑來輔助睡眠。而對創傷後心理壓力緊張症候群治療，幾乎沒有任何作用。2008年6月28日，約瑟·德懷爾在北卡羅來納州家中又以服食藥物和吸食電腦清潔噴霧劑來輔助睡眠，他感身體不適，報警入院，警察來到時，他已經無力對應，警察最後破門入屋，急救無效，終年31歲。他的家人形容約瑟·德懷爾是一個好人，但批評美國軍方從沒對約瑟·德懷爾伸出援手，導致慘劇。